# Asesinato de Kayla Rolland
Kayla Renee Rolland (12 de mayo de 1993 - 29 de febrero de 2000) fue una niña estadounidense de 6 años, oriunda del municipio de Mount Morris, Míchigan, a quien un compañero de clase de la misma edad le disparó mortalmente el 29 de febrero de 2000 en la Escuela Primaria Buell en el Distrito Escolar de la Comunidad de Beecher. El niño había encontrado el arma mientras vivía en la casa de su tío, donde las armas se cambiaban frecuentemente por drogas. El asesinato atrajo la atención mundial debido a las edades particularmente jóvenes de la víctima y del perpetrador: Rolland fue la víctima más joven de un tiroteo en una escuela de los Estados Unidos hasta el tiroteo en la Escuela Primaria Sandy Hook en 2012, y su agresor sigue siendo el perpetrador más joven de un tiroteo en una escuela hasta la fecha. El chico no fue acusado de asesinato debido a su edad. La Escuela Primaria Buell cerró en 2002.

## Antecedentes
El atacante de Kayla Rolland era un niño afroamericano de 6 años de edad de primer grado de la Escuela Primaria Buell en el Distrito Escolar de la Comunidad de Beecher, localizada en el Municipio de Mount Morris cerca de Flint, Míchigan. Su padre, Dedric Owens, estaba en la cárcel por violar la libertad condicional, habiendo sido previamente condenado por posesión de cocaína "con intención de entregar" y por robo. El niño había estado viviendo con su madre Tamarla y su hermano de ocho años. Su madre fue desalojada de su casa, ya que no podía pagar el alquiler con el salario semanal de 175 dólares que recibía de los dos trabajos que hacía bajo la asistencia social al trabajo de Míchigan. Ambos niños se mudaron a la casa de su tío, donde compartieron un solo sofá como cama. La casa era un fumadero regentado por su tío y un hombre de 19 años donde las armas se cambiaban frecuentemente por drogas, y en algún momento el niño encontró bajo algunas mantas una pistola P-32 calibre 32 cargada.
Se sabía que el niño tenía problemas de conducta y se le hacía quedarse después de la escuela casi todos los días por decir palabrotas, burlarse de los demás, por pellizcar y por pegar. Algunas semanas antes del tiroteo había pinchado a una chica con un lápiz. Chris Boaz, un compañero de clase de siete años, afirmó que el niño le había dado un puñetazo porque no le había dado un pepinillo. El niño había atacado a Kayla Rolland antes y, el día anterior al asesinato, trató de besarla y fue rechazado. Temprano en la mañana del tiroteo, el niño y su hermano se pelearon con el tío de 10 años de Boaz, quien le dio un puñetazo y, según la abuela de Boaz, le dijo: "¿Quieres que te saque mi brecha [sic] y te dispare?

## Disparo
El 29 de febrero de 2000, el niño había llevado el arma de fuego, junto con un cuchillo, a la escuela. Más tarde, durante un cambio de clases, disparó mortalmente a Kayla Rolland, de 6 años de edad, en presencia de una maestra y 22 estudiantes mientras subían un piso en las escaleras, diciéndole: "No me gustas", antes de apretar el gatillo. La bala le alcanzó en su brazo derecho y atravesó una arteria vital. A las 10:29 a. m. EST, Rolland fue declarada muerta en el Centro Médico Hurley debido a un paro cardíaco. Luego arrojó la pistola a un cesto de basura y huyó a un baño cercano. Fue encontrado allí, en la esquina, por un profesor y fue puesto bajo custodia policial poco después. Fue detenido hasta que la Agencia de Independencia Familiar del Condado de Genesee pudo determinar su ubicación. Desde entonces, él y sus dos hermanos menores fueron puestos bajo la tutela de una tía.

## Consecuencias
En ese momento, se creyó que Kayla Rolland era la víctima escolar más joven de la historia de los Estados Unidos, algo que no fue superado hasta el tiroteo de la Escuela Primaria Sandy Hook en diciembre de 2012. Su asaltante se convirtió en el tirador escolar más joven de los Estados Unidos, y  no fue acusado del asesinato debido a que legalmente a esa edad se considera que no tenía intención de matar. En la mayoría de los estados de los Estados Unidos, los niños de seis años no son responsables de los crímenes que cometen, y el Fiscal del Condado de Genesee, Arthur Busch, pidió a los ciudadanos que abrazaran colectivamente al niño, presumiblemente por lástima y simpatía. En un fallo de 1893, la Corte Suprema de los Estados Unidos declaró que "los niños menores de 7 años no pueden ser culpables de un delito grave, ni ser castigados por ningún delito capital, ya que dentro de esa edad se presume de manera concluyente que el niño es incapaz de cometer un delito". Esto se sigue en muchos estados de los Estados Unidos.
Jamelle James, el tío propietario de la pistola calibre 32 utilizada en el tiroteo fue condenado por dejar el arma en una caja de zapatos en su dormitorio. Finalmente, no se opuso al homicidio involuntario y pasó dos años y cinco meses en la cárcel antes de que lo pusieran en libertad condicional. Los otros adultos involucrados estuvieron entrando y saliendo de los sistemas judiciales en los años siguientes. Un registro de la casa de James dio como resultado la incautación de una escopeta cargada de acción de bombeo y cocaína crack. 
La escuela primaria Buell cerró en el 2002 debido a la disminución de la matriculación y a la falta de fondos. El edificio fue severamente dañado por un incendio provocado en el 2005, y fue demolido en el 2009. No se sabe dónde reside el niño hoy en día.

## En la cultura popular
- El asesinato de Kayla Rolland fue documentado en la película de 2002 de Michael Moore Bowling for Columbine.[15]